# Hadovka (park)

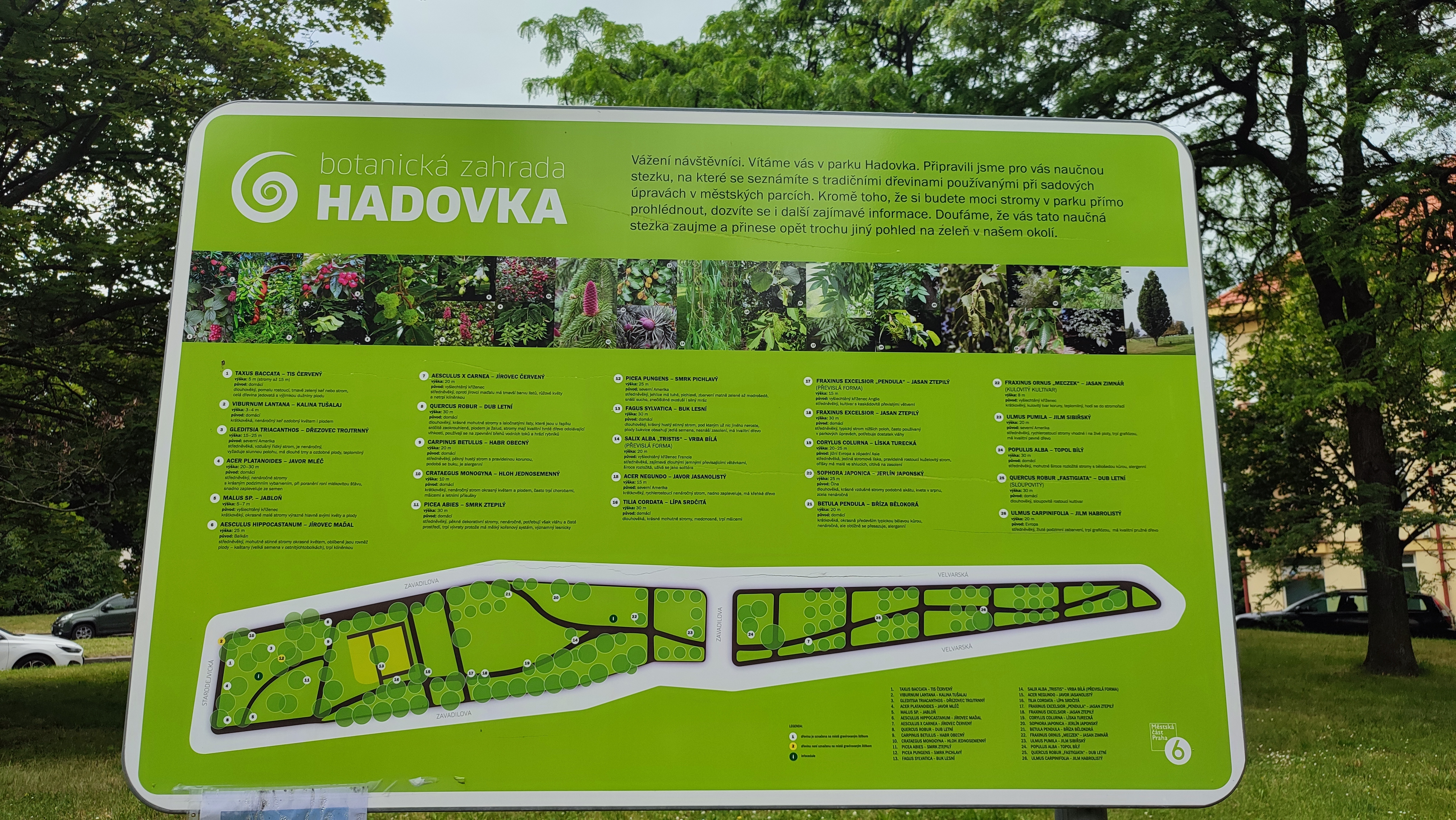
Park Hadovka_informační plánek

Park Hadovka v Praze-Dejvicích (pojmenovaný podle nedaleké usedlosti Hadovka)

## Situace
Park leží v údolí bývalého Dejvického potoka u Starých Dejvic, mezi vozovkami směrově rozdělených ulic Zavadilova a Velvarská. Napříč jej protínají ulice U dejvického rybníčku, Starodejvická a Komorní. Je součástí zeleného pásu, v němž navazuje na park ležící mezi Evropskou a Velvarskou ulicí v úseku od Gymnasijní ke Kanadské ulici, na západní straně pak navazuje pás parků podél ulice Na rozdílu.

## Historie
Park byl upraven z dříve rozlehlé louky až od konce 20. let 20. století. Do té doby byla propojena s pozemky usedlosti Hadovka až po barokní kapli Nejsvětější Trojice.
První stavební povolení k parcelaci pozemků bylo vydáno v roce 1928. Po výstavbě vilové kolonie na jeho jižní a severozápadní straně se začaly prošlapávat křižující cesty. Ke zúžení parku vedlo v 50. letech rozšíření silnice na Leninovu třídu (nyní Evropská).  Postupující zástavba Zavadilovy a Velvarské ulice panelovými domy od 50. do 70. let plochu parku opět zmenšila, ale do 90. let 20. století byl oproti současnosti téměř dvojnásobný, v severovýchodních partiích svahu sahal až k Evropské třídě.
Od roku 2000 plochu parku zmenšila a zdevastovala výstavba komplexu kancelářských budov Office Park Hadovka, stojící v jeho severní části, mezi Velvarskou a Evropskou ulicí. Revitalizaci a novou ideovou náplň parku poté navrhl architekt Luboš Pata. Na realizaci sochařské výzdoby se podílely společnosti skupiny Hochtief a společnost Navatyp, investorem byla městská část Praha 6. V roce 2000 byla otevřena východní část parku, v roce 2004 byla otevřena i střední část parku a východní část byla osazena sochami. Na místě bývalo zahradnictví a skleníky.

## Současnost
Park je travnatý se skupinami stromů (zčásti náletových), s lavičkami, dětským hřištěm a rozšířenými, nově asfaltovanými cestami. Ve východní a střední části se parkem hadovitě vlní podélná cesta, křižovaná převážně rovnými příčnými cestami.
Ve východní části (označované „Park sochy Hadovka“, mezi ulicemi Kanadskou a Komorní, resp. Proboštskou) bylo v červnu 2004 osazeno 7 plastik, které byly vybrány v rámci výtvarné soutěže. Příčné pásy hájků a travnatých ploch se sochami odpovídají pravidelnosti křídel Office Parku Hadovka. Mottem k vytvoření soch bylo Sdílení cesty jako komunikace, jako klikatá cesta parkem, časem, myšlenkami, životem a vztahy, jež odkazuje také na sdílení komerčního projektu office parku se současným vytvořením kvalitního prostoru veřejné zeleně.
Ve střední části (označované „Park dětské hřiště Hadovka“, mezi Komorní a Starodejvickou ulicí) je ohrazené hřiště pro věkovou skupinu 2–12 let, různé herní prvky pro děti ve věku od 5 do 15 let,  pítko, stupňovitý amfiteátr a dlážděné logo Hadovky.
V části západně od Starodejvické ulice je běžný park bez speciálního určení. Ze severní i jižní strany park lemují ulice s frekventovanými parkovacími plochami bez omezeného stání.

## Sochy

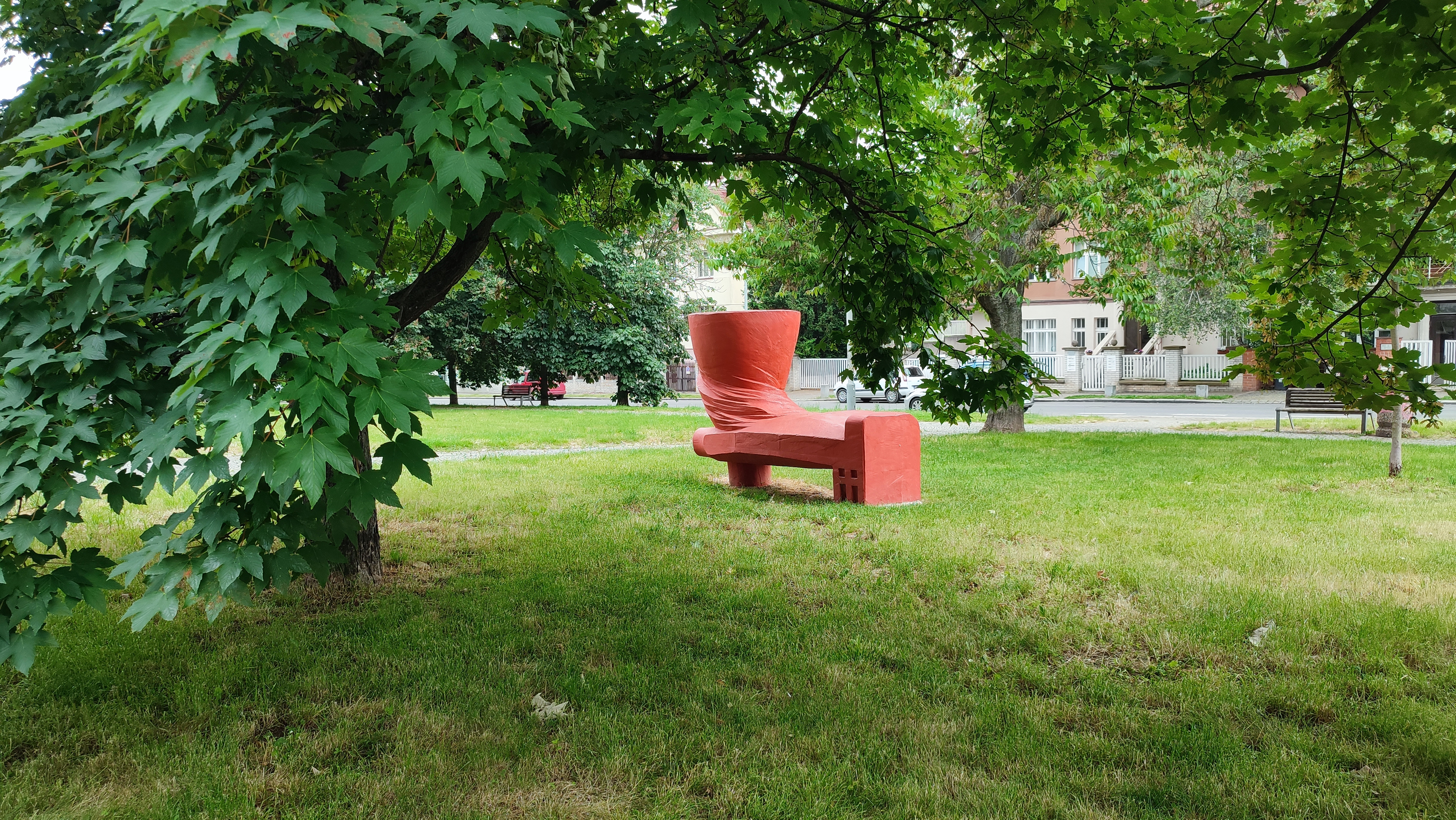
František Skála:Lavice
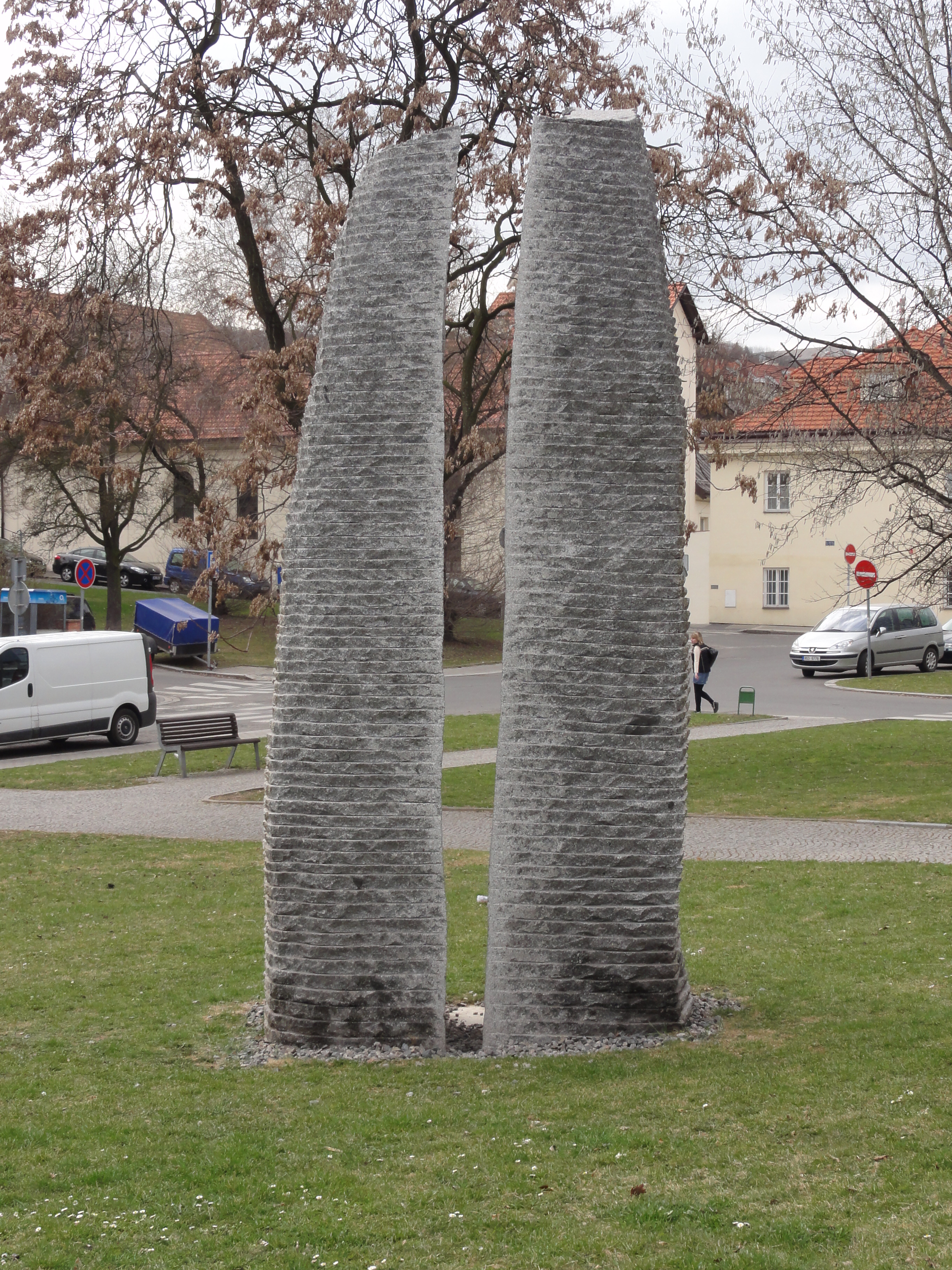
Jasan Zoubek: Vstřícné kameny
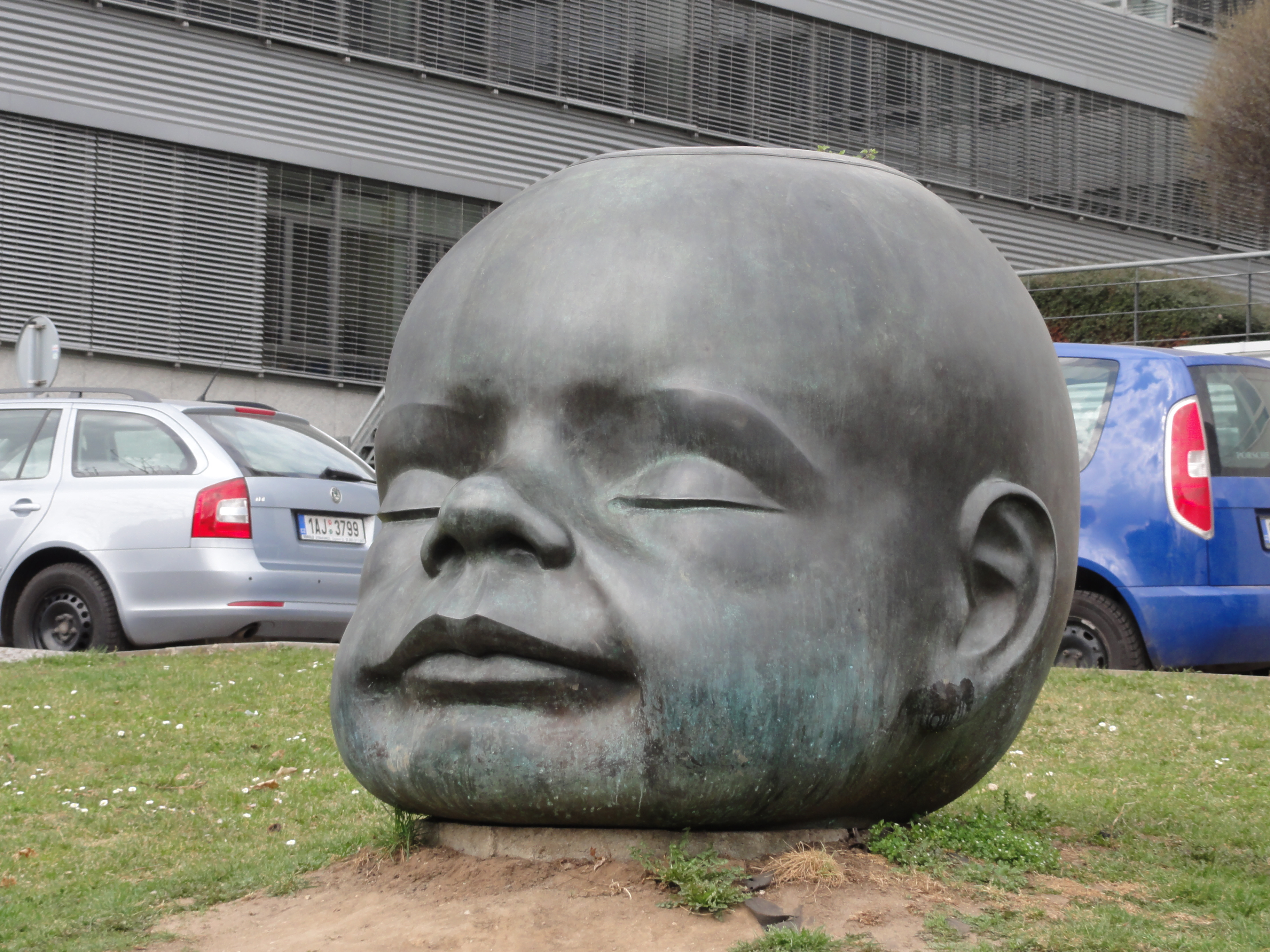
Stefan Milkov: El Niňo
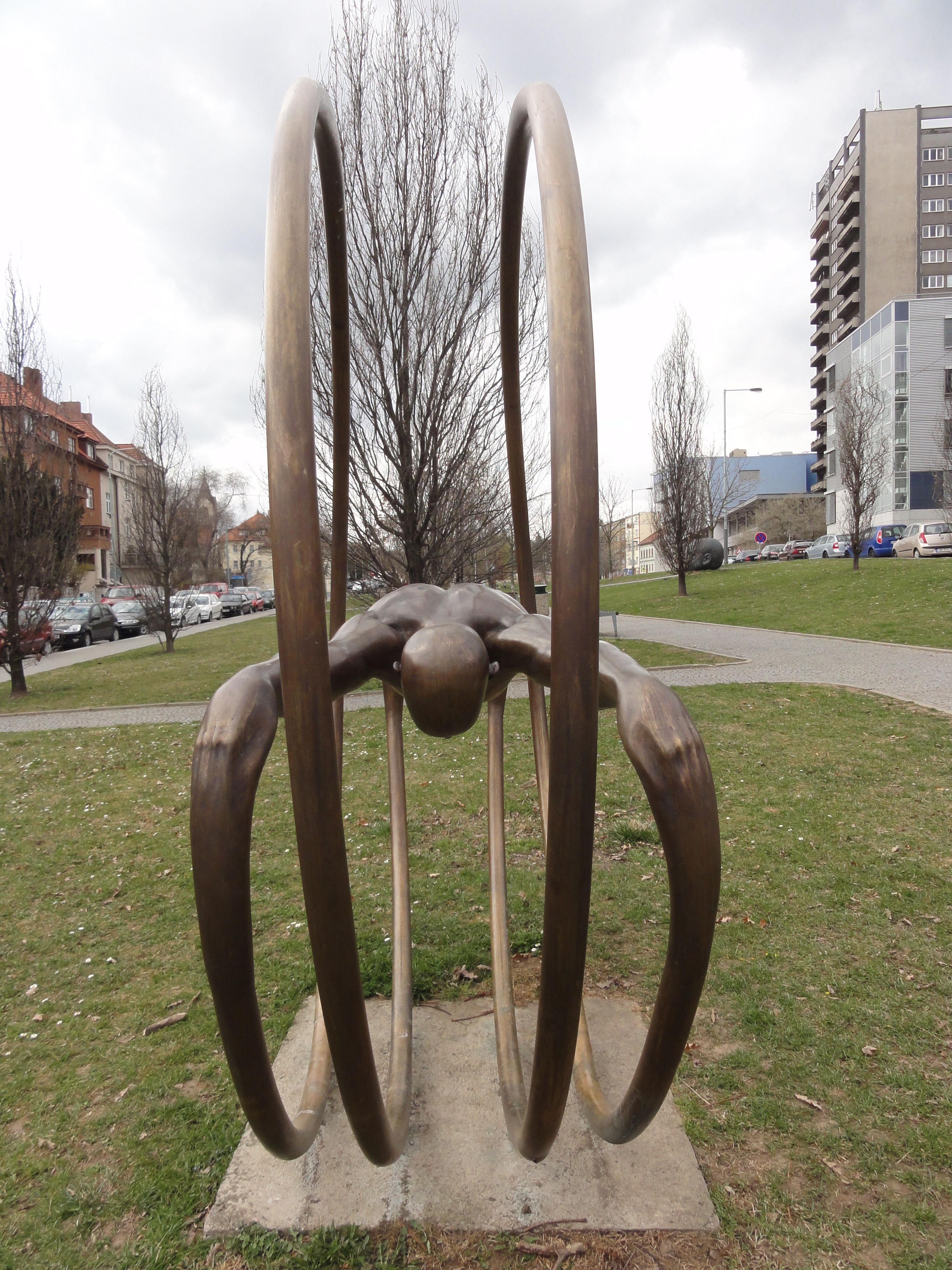
Michal Gabriel: Cesta
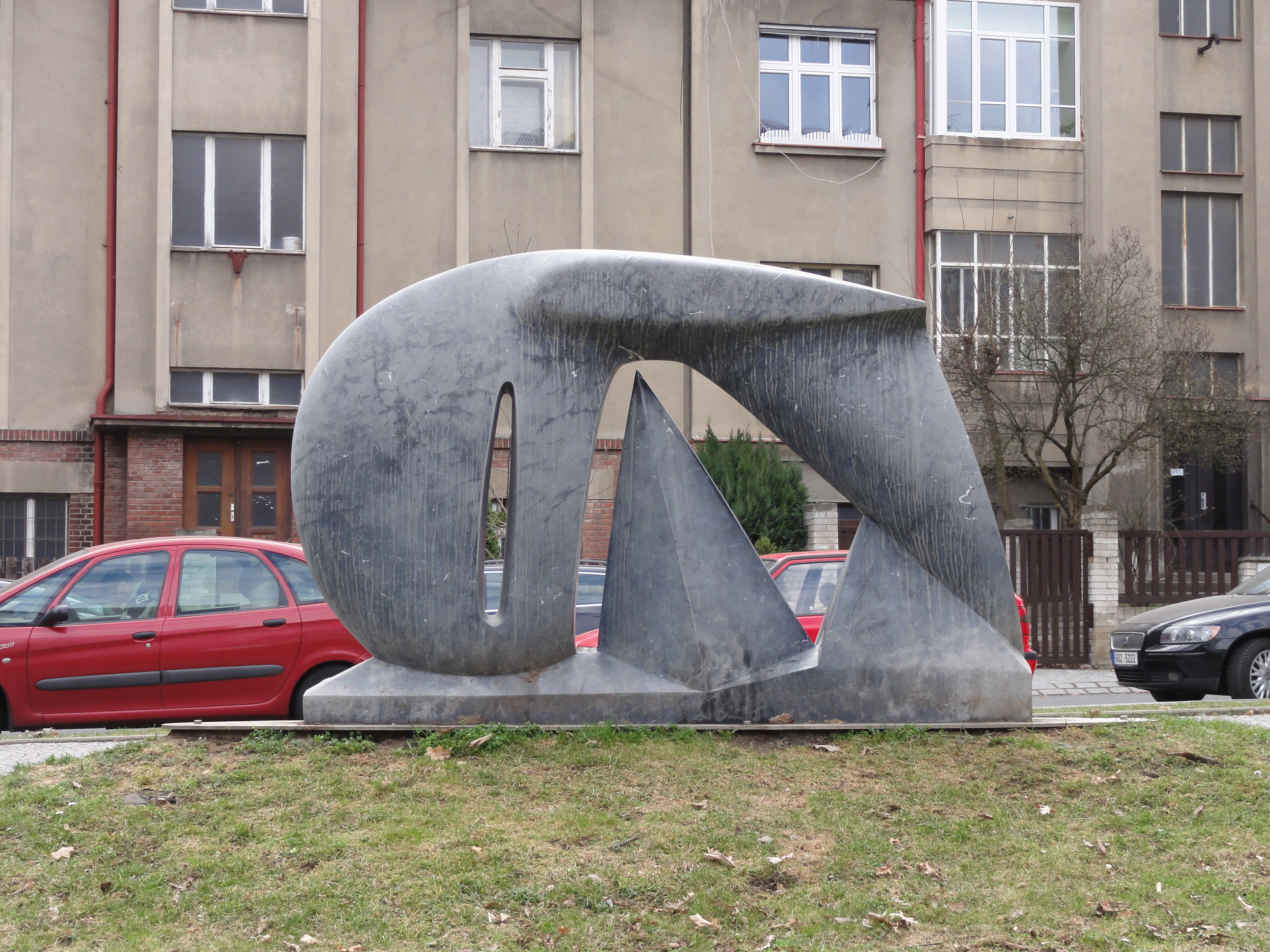
Stefan Milkov: Přelet
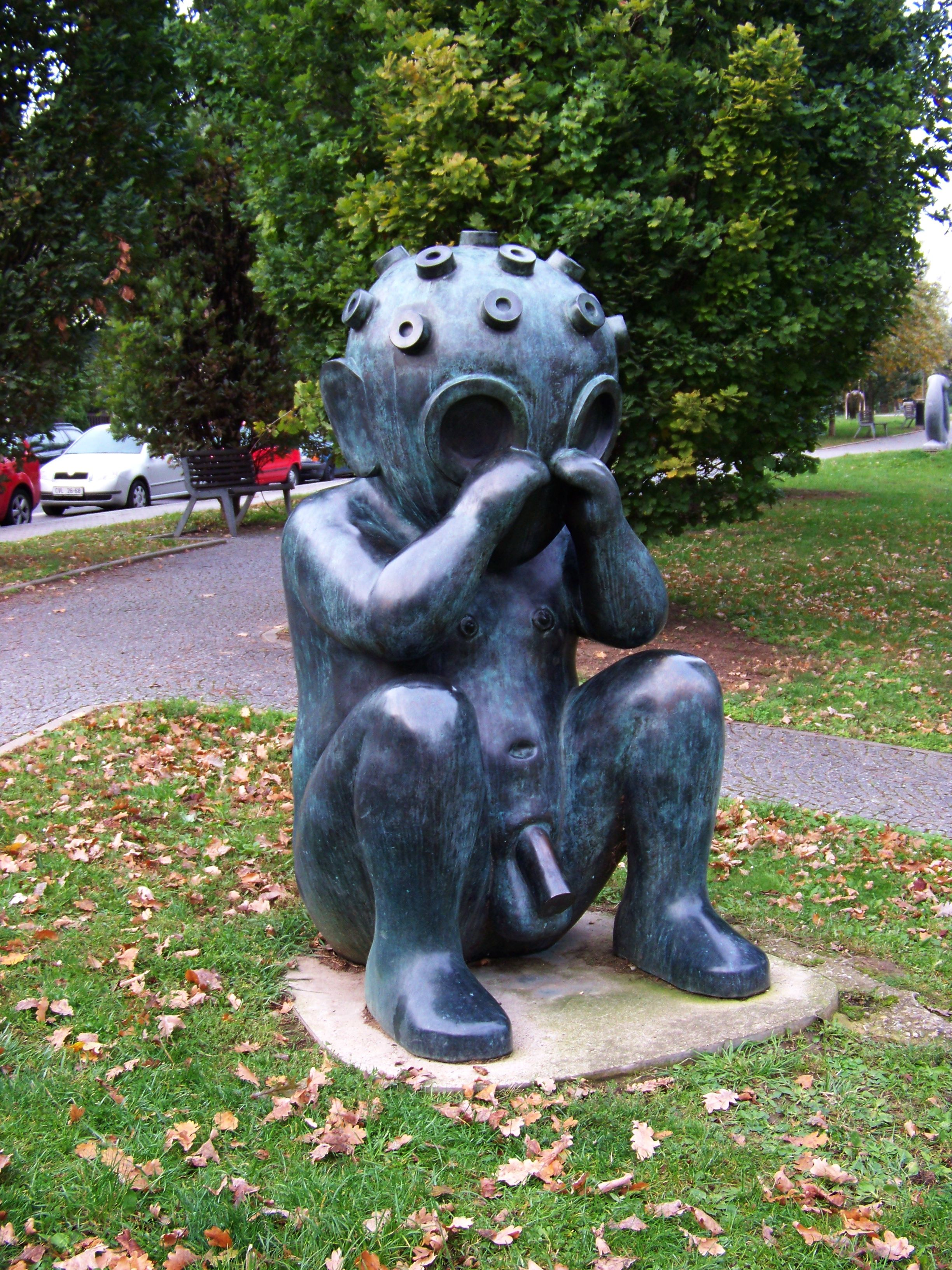
Jaroslav Róna: Malý Marťan
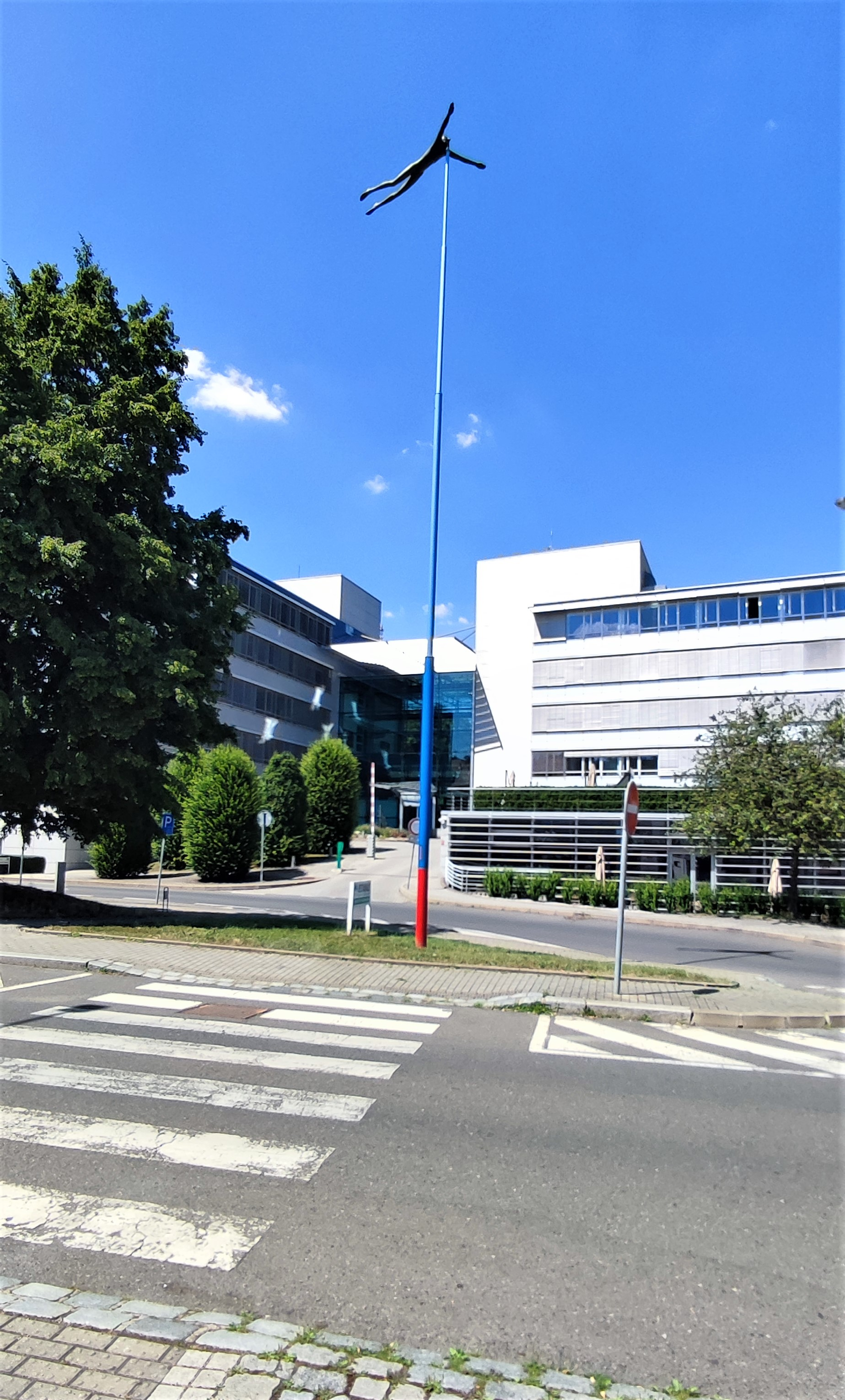
František Skála: Vzduchoplavec